# Arsinoë I
Arsinoë I (305/295 v.Chr. - ?) was de koningin van Egypte tussen 284 v.Chr. tot 274 v.Chr., en ze was de eerste vrouw van Ptolemaeus II Philadelphus.
Arsinoë I was de dochter van Lysimachus, koning van Thracië. Ze trouwde Ptolemaeus II in 284 v.Chr. en schonk hem drie kinderen, waaronder de erfgenaam Ptolemaeus III. In 274 v.Chr. werd ze wegens samenzwering tegen haar man veroordeeld en naar Koptos verbannen. Ptolemaeus II hertrouwde, nu met zijn eigen zus Arsinoë II.